# 스마트 시티

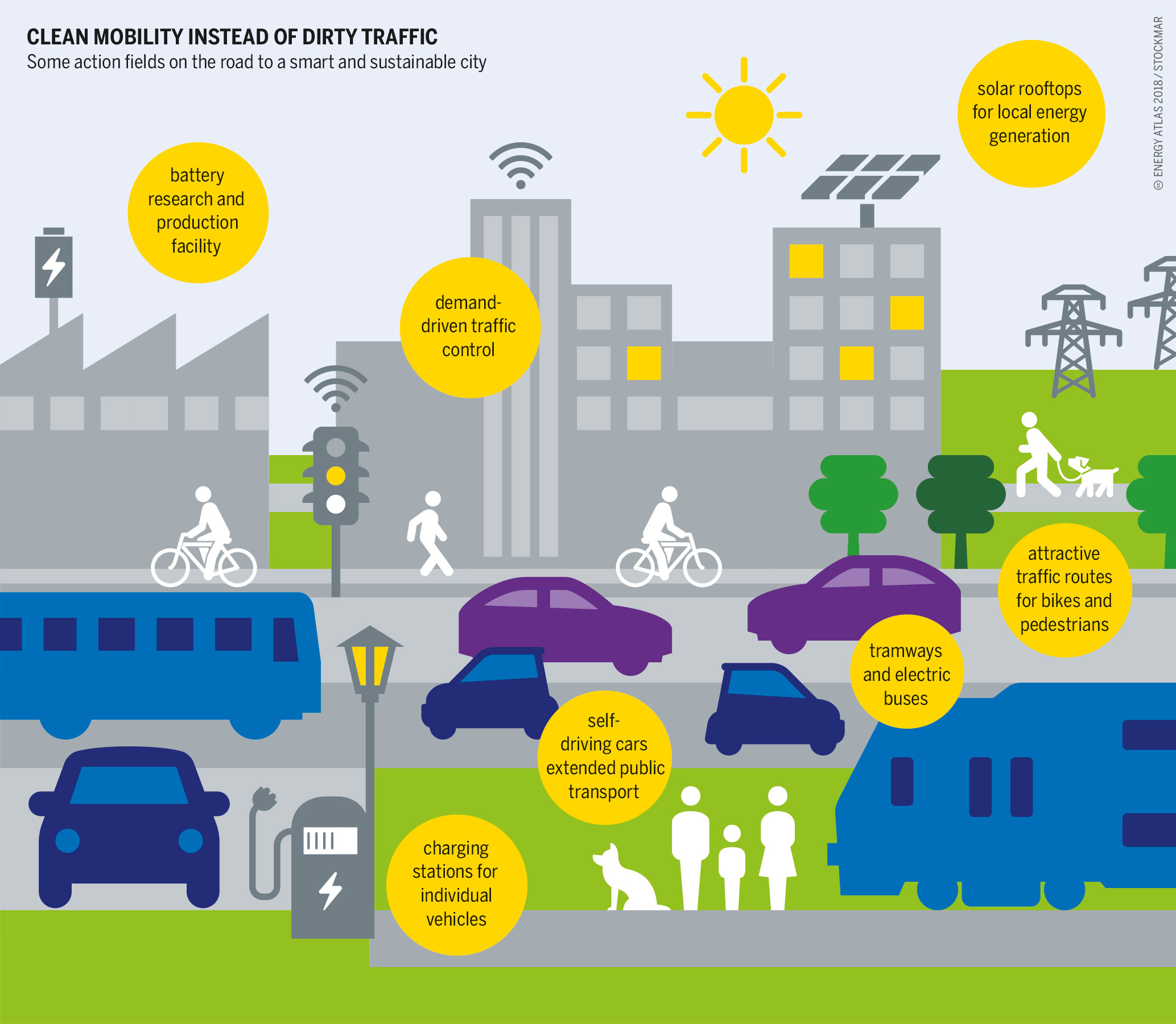
스마트하고 지속 가능한 모빌리티의 가능한 시나리오

스마트시티(Smart city) 또는 스마트 도시는 다양한 유형의 전자 데이터 수집 센서를 사용하여 자산과 자원을 효율적으로 관리하는 데 필요한 정보를 제공하는 도시 지역이다. 여기에는 시민, 장치, 자산으로부터 수집하여, 교통 및 운송 시스템, 발전소, 급수 네트워크, 폐기물 관리, 법 집행, 정보 시스템, 학교, 도서관, 병원 및 기타 커뮤니티 서비스를 모니터링하거나 관리하기 위해 처리하거나 분석되는 데이터가 포함된다. 스마트 시티의 개념은 도시 운영 및 서비스의 효율성을 최적화하고 시민들과의 연결을 위해 네트워크에 연결된 다양한 물리적 장치이다.

## 정의
스마트 시티라는 용어가 등장한 이래로 구현된 폭넓은 기술들로 인해 스마트 시티의 정확한 정의를 내리는 것은 어렵다. 하지만 마크 디킨(Mark Deakin)은 스마트 시티의 정의에 기여하는 요소로 (1)지역 및 스마트시티에 광범위한 전자 및 디지털 기술 적용, (2)정보통신기술을 사용한 지역 내 삶과 작업환경의 변화, (3)그러한 정보통신기술을 정부 시스템에 내장, (4)기술이 제공하는 혁신과 지식을 향상시키기 위해 정보통신기술과 사람들을 하나로 모으는 관의 제공이라는 네 가지 항목을 제시하였다. 또한 그는 시장의 요구를 충족시키기 위해 정보통신기술을 활용해야 하며 스마트시티를 위해서는 그 과정에서 지역 사회의 참여가 필요하다고 정의했다.

## 플랫폼
클라우드 기반 서비스, 사물인터넷, 실제 사용자 인터페이스, 스마트 폰 사용 및 스마트 미터, 센서 및 RFID 네트워크, 시맨틱 웹 기반의 보다 정확한 커뮤니케이션을 촉진하는 새로운 인터넷 기술, 집단 행동 및 공동 문제 해결에 대한 새로운 방식을 제시한다. 온라인 협업 센서 데이터 관리 플랫폼은 센서 소유자가 장치를 등록 및 연결하여 스토리지를 위해 온라인 데이터베이스에 데이터를 제공하고 개발자가 데이터베이스에 연결하고 해당 데이터를 기반으로 자체 애플리케이션을 구축 할 수 있게 하는 온라인 데이터베이스 서비스이다. 전자 카드(스마트 카드)는 스마트 시티 상황에서 또 다른 공통 플랫폼이다. 이 카드는 소유자가 여러 계정을 설정하지 않고 정부에서 제공하는 서비스 (또는 전자 서비스) 범위에 로그인할 수 있게 해주는 암호화된 고유한 식별자를 가지고 있다. 단일 식별자는 정부가 서비스 제공을 향상시키고 그룹의 공통 관심사를 결정하기 위해 시민과 선호에 관한 데이터를 수집할 수 있게 한다. 이 기술은 사우스햄튼에서 구현되었다.

## 연구
대학 연구 기관은 지능형 도시의 프로토 타입을 개발했다. IGLUS는 EPFL이 주도하는 액션 연구 프로젝트로 도시 기반 시설 관리 시스템 개발에 중점을 두고 Coursera를 통해 MOOC를 공개했다. MIT의 스마트 시티 연구소는 지능적이고 지속 가능한 건물, 이동성 시스템을 연구하며 전자 정부, 시민 참여를 위한 연구 컨소시엄인 URENIO이 지능형 도시 연구 및 계획을 촉진할 수 있게 하는 동시에 전략적 정보, 기술 이전, 공동 혁신 및 인큐베이션에 중점을 둔 혁신 경제를 위한 지능형 도시 플랫폼을 개발했다.

## 상업화
시스코, 슈나이더 일렉트릭, IBM 및 마이크로소프트와 같은 대규모 IT, 전기 통신 및 에너지 관리 회사는 지능형 도시를 위한 시장 개척을 주도한다. 시스코는 통합 도시 관리, 시민의 삶의 질 향상 및 경제 발전을 위한 네 번째 유틸리티로 네트워크를 사용하는 도시를 돕기 위해 글로벌 인텔리전터 어버니제이션 이니셔티브(Global Intelligent Urbanization)를 시작했다.

## 사례

### 런던
런던에서는 SCOOT로 알려진 교통 관리 시스템이 자력계 및 유도 루프 데이터를 수퍼 컴퓨터에 피드백하여 교통 교차로에서 녹색 신호 시간을 최적화한다. 이 컴퓨터는 시내 전역의 신호등을 조정하여 전체 교통량을 개선하는 역할을 맡고 있다. 스페인 북부 칸타브리아의 산탄데르시에는 건물, 인프라, 교통, 네트워크 및 유틸리티를 연결하는 20,000개의 센서가 오염, 소음, 교통 및 주차 수준을 모니터링한다.

### 암스테르담

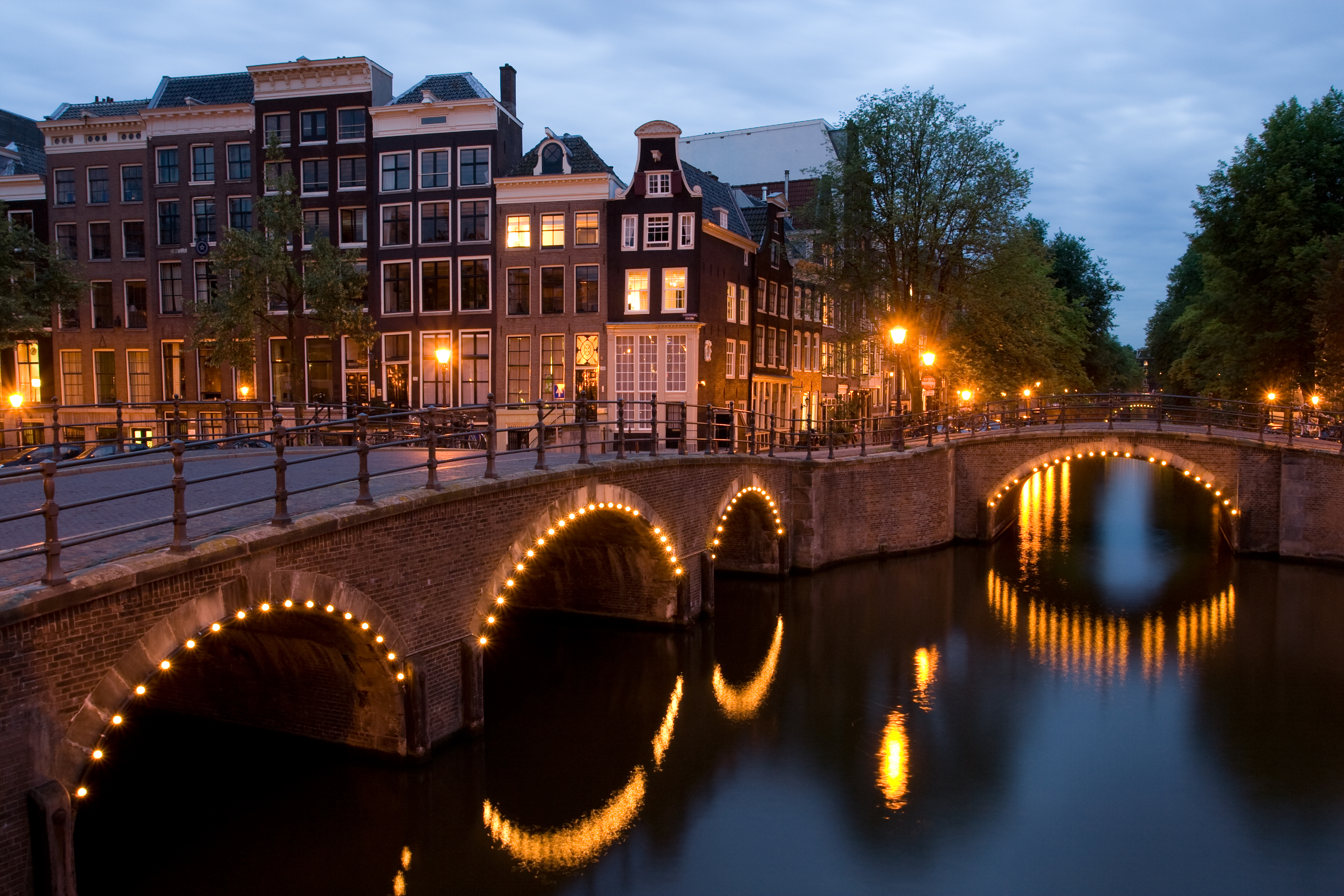
암스테르담의 가로등은 시의회 협의회가 보행자 사용법에 따라 조명을 어둡게 할 수 있도록 업그레이드되었다.

2009년에 시작된 암스테르담 스마트 시티 이니셔티브에는 현재 지역 주민, 정부 및 기업이 공동으로 개발한 170개 이상의 프로젝트가 해당된다. 이 프로젝트는 무선 장치를 통해 상호 연결된 플랫폼에서 실행되어 도시의 실시간 의사 결정 능력을 향상시킨다. 암스테르담은 프로젝트의 목적이 교통량을 줄이고 에너지를 절약하며 공공 안전을 개선하는 것이라고 주장했다. 지역 주민들의 노력을 증진하기 위해 암스테르담 스마트 시티 챌린지를 매년 운영하며 시의 구조의 적합한 적용 및 개발을 위한 제안을 수용하고 있다. 주민 개발 어플리케이션의 예로 모비파크가 있다. 모비파크는 소유자가 주차 공간을 유료로 사람들에게 임대할 수 있게 한다. 이 응용 프로그램에서 생성된 데이터는 암스테르담의 주차 수요 및 교통 흐름을 결정하기 위해 시에서 사용할 수 있다. 에너지 소비를 적극적으로 줄이는 인센티브가 제공되는 스마트 에너지 미터기가 많은 주택에 제공되었다. 다른 시도로는 지자체가 가로등의 밝기를 제어할 수 있는 가로등과 도시에서 실시간으로 교통량을 모니터링하는 스마트 교통량 관리, 특정 도로의 현재 운행 시간에 대한 정보가 있다.

### 바르셀로나

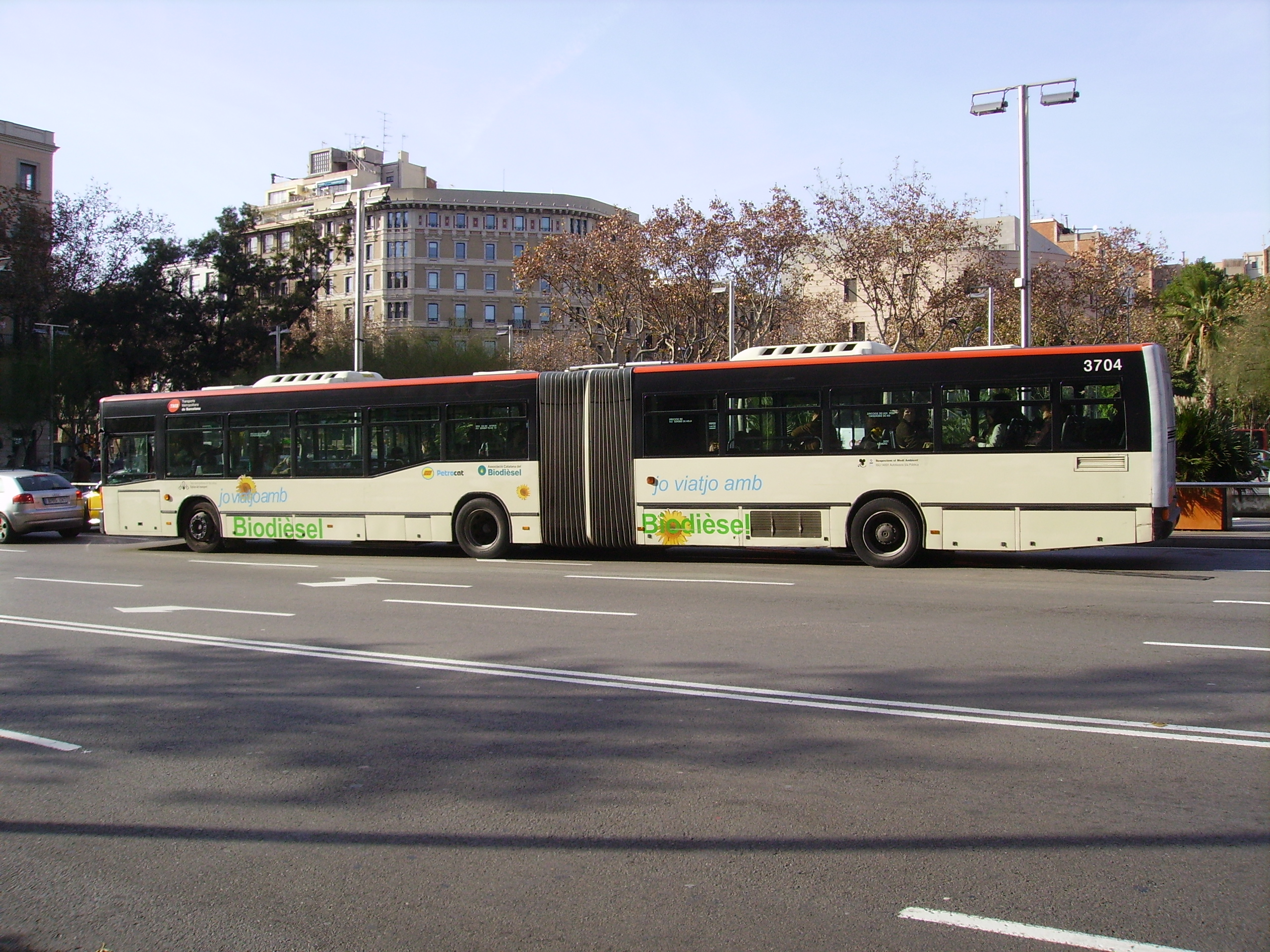
스마트시티 데이터 분석 덕분에 바르셀로나에 새 버스 네트워크가 구현되었다.

바르셀로나는 "CityOS"전략에서 '스마트 시티'애플리케이션으로 간주 될 수있는 많은 프로젝트를 수립했다. 예를 들어, 센서 기술은 바르셀로나 포블레누 공원의 관개 시스템에서 구현되었으며, 식물에 필요한 수위 수준에 대해 실시간 데이터가 전달된다. 또한 바르셀로나는 주로 여러 개의 교차로가 있는 수직, 수평 및 대각선 경로를 사용하여 가장 일반적인 교통 흐름에 대한 데이터 분석을 기반으로 새로운 버스 네트워크를 설계하였다.

### 맨체스터
2015년 12월, 맨체스터 CityVerve 프로젝트가 정부 주도 기술 경쟁의 우승자로 선정되어 IOT(Internet of Things) 스마트 도시 시연 자 개발에 1천만 파운드를 수여했다.
2016년 7월에 설립된 이 프로젝트는 맨체스터 시의회를 비롯한 22개 공공 및 민간 단체의 컨소시엄에 의해 진행되고 있으며, 시의 진행 중인 정책에 부합한다.
이 프로젝트는 사물인터넷 애플리케이션의 기능을 시연하고 도시 거버넌스, 네트워크 보안, 사용자 신뢰 및 채택, 상호 운용성, 확장 성 및 투자 정당화와 같은 스마트 시티 배치에 대한 장벽을 해결하기 위해 2년의 임무를 가진다.
시티너브는 운송 및 여행; 보건 및 사회 복지; 에너지와 환경; 문화 및 공공 영역 등 네 가지 주제와 관련된 애플리케이션을 묶는 '플랫폼의 플랫폼'을 통합하는 개방형 데이터 원칙을 기반으로 한다. 또한 이 프로젝트는 측정 가능하며, 전 세계 다른 지역으로 전환 가능하다.

### 대한민국
대한민국 국토교통부와 과학기술정보통신부는 혁신성장 8대 핵심 선도사업 중 하나로, 2018년부터 스마트시티 혁신성장동력 프로젝트를 연구개발 사업을 시작했다. 2022년까지 5년 동안 총 1,159억 원의 연구비를 투입해 세계선도형 스마트시티 모델을 개발하여 실제 도시에 적용 시키겠다는 목표다. 2018년 혁신성장동력 프로젝트 실증도시로 대구광역시와 경기도 시흥시가 선정되었으며, 각각 지역 거점의 데이터센터를 구축하고 각종 데이터를 통합관리해 필요한 정보로 재생산하는 스마트시티 데이터허브 모델을 만들어 스마트시티 서비스를 시민들에게 제공할 계획이다.
대구광역시는 도시문제해결형 실증도시로, 도시 문제 해결과 시민중심의 서비스 혁신을 위해 교통, 안전, 도시행정 분야의 서비스를 개발하여 실증할 예정이며 SK텔레콤, 한국교통연구원, 한국토지주택공사 등이 참여하고 있다.
경기도 시흥시는 비즈니스창출형 실증도시로, 환경, 에너지, 생활복지 분야의 서비스를 개발하고, 이러한 데이터를 기반으로 민간이 자체적으로 비즈니스를 창출하고 관련 신산업이 발전할 수 있도록 생태계를 조성하는 것을 목적으로 하고있다. KT, 한국전력공사, 차세대융합기술연구원 등이 참여하고 있다.

## 비판
스마트 시티에 대한 비판은 다음과 같다. 유망한 도시 개발의 대안적인 길을 무시할 수 있다. 또한 스마트 시티는 시민들에게 그들을 멍청하게 만든다는 이유로 매력적이지 않은 것으로 여겨진다. 대신 사람들은 직접 참여할 수 있는 도시를 선호할 것이다. 스마트 도시의 개발은 스마트 도시 개발에 필요한 새로운 기술 및 인프라 개발의 부정적인 영향을 간과하게 만들 수 있다는 점이 지목된다.

## 같이 보기
- 소셜 네트워크 서비스
- 커넥티드 카
- 지능형 교통 체계
- 대중감시
- 요금상계제도
- 신도시
- 짧은 유통
- 스마트 그리드
- 생태도시
- 기술관료제
- 유비쿼터스 컴퓨팅
- 도시 농업
- 수직농업
- 15분 도시

## 참고 자료
- Shepard, Mark (2011). “Sentient City: Ubiquitous Computing, Architecture, and the Future of Urban Space. New York City”. 《Architectural League of New York》. ISBN 978-0262515863.
- Batty, M.;  외. (2012). “Smart Cities of the Future”. 《European Journal of Physics ST》 214: 481?518. doi:10.1140/epjst/e2012-01703-3.
- Townsend, Antony (2013). 《Smart Cities: Big Data, Civic Hackers, and the Quest for a New Utopia》. W. W. Norton & Company. ISBN 0393082873.
- Moir, E.; Moonen, T.; Clark, C. (2014). “What are future cities - origins, meaning and uses” (PDF). Foresight Future of Cities Project and Future Cities Catapult.
- The Atlantic, USA, July 2015 https://www.theatlantic.com/technology/archive/2015/07/when-you-give-a-tree-an-email-address/398210/
- Saraju Mohanty, Everything You wanted to Know about Smart Cities 보관됨 2024-06-24 - 웨이백 머신, IEEE Consumer Electronics Magazine, Volume 6, Issue 3, July 2016, pp. 60?70.
- Cavada M.;et al. (2016) Do smart cities realise their potential for lower carbon dioxide emissions? = http://www.icevirtuallibrary.com/doi/abs/10.1680/jensu.15.00032
- “Smart Cities Technology Roadmap”. 《Alliance for Telecommunications Industry Solutions》. April 2017. 2017년 7월 28일에 확인함.
- Saraju Mohanty, Everything You wanted to Know about Smart Cities, IEEE Distinguished Lecture 2017, IEEE CE Society Webinar, 5th Oct 2017.
- Hollands, R. G (2008). “Will the real smart city please stand up?”. 《City》 12 (3): 303?320. doi:10.1080/13604810802479126.
- Komninos N. (2008). 《Intelligent Cities and Globalisation of Innovation Networks》. Routledge. ISBN 9780415455923.
- Komninos, N. (2009). “Intelligent cities: towards interactive and global innovation environments”. 《International Journal of Innovation and Regional Development》 (Inderscience Publishers) 1 (4). doi:10.1504/ijird.2009.022726.
- Dept Business (2013). “Smart cities - background paper” (PDF). UK Government Department for Business, Innovation and Skills.